# Wilhelm Seidl
Wilhelm Seidl (ur. 1850 w Grybowie, zm. 3 maja 1915 w Krakowie) – c. k. radca dworu, sędzia.

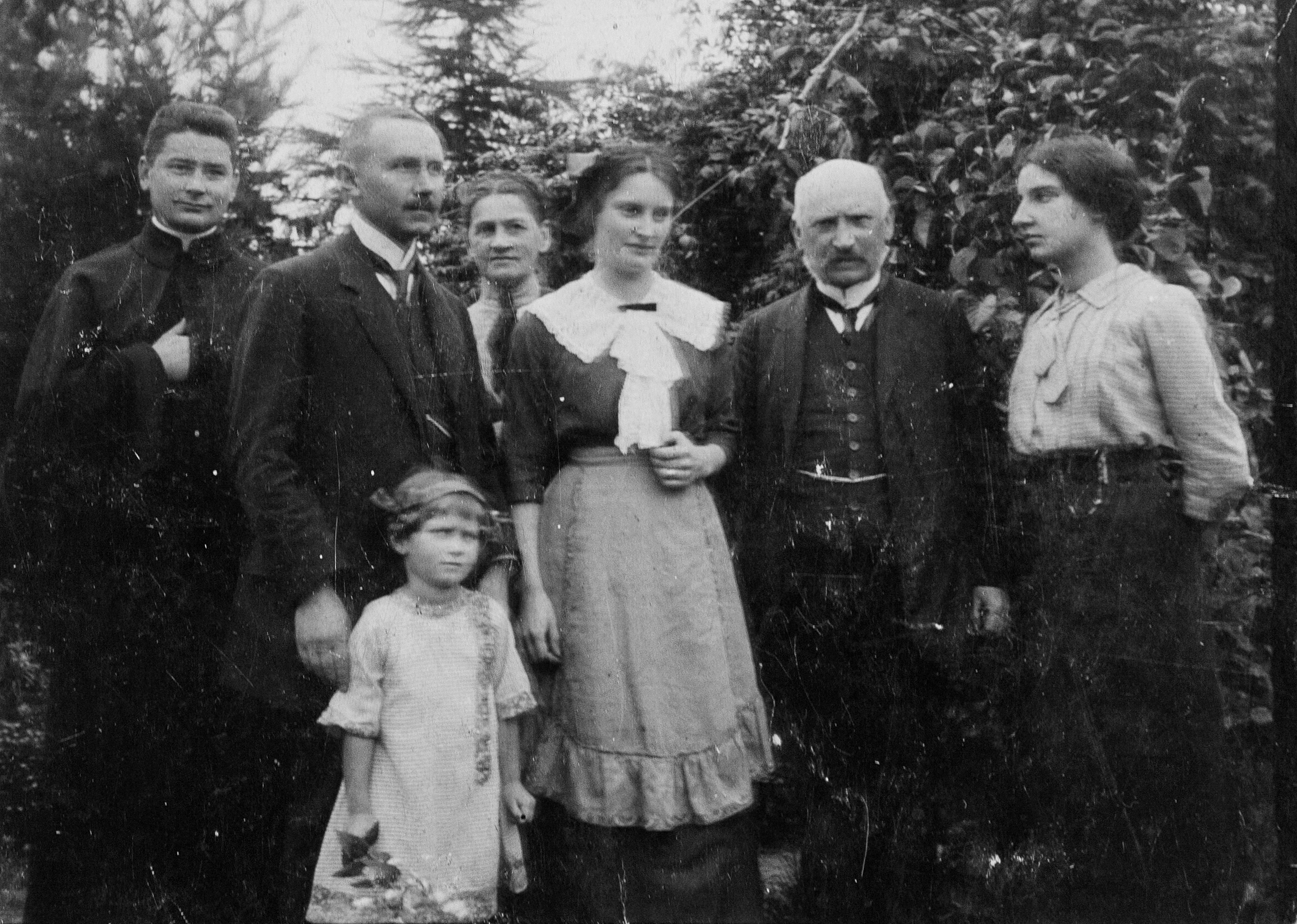
Od lewej: ksiądz Zaręba, Dr Włodzimierz Mendlowski, Maria Pilipionek (dziecko), żona Wilhelma Seidla, Helena Mendlowska (żona Włodzimierza i matka Marii), Wilhelm Seidl, córka Seidla

## Życiorys
Urodził się w 1850 w Grybowie. Jego bratem był Wacław Seidl (1867-1939), lekarz.
Ukończył studia prawnicze. W okresie zaboru austriackiego w ramach autonomii galicyjskiej wstąpił do służby sądowniczej. Początkowo pracował w rodzinnym Grybowie, a od 1892 w Krakowie. Był sekretarzem sądowym w Krakowie, po czym we wrześniu 1897 został mianowany c. k. radcą sądu krajowego w Krakowie. Został wybrany na czteroletnią kadencję od 4 grudnia 1901 wiceprzewodniczącym dla trybunału sądu przysięgłych przy c. k. sądzie obwodowym w Rzeszowie (przewodniczącym został Leonard Łukaszewski). Przez pewien czas był wiceprezydentem sądu cywilnego w Rzeszowie. Do 1906 był wiceprezydentem Sądu Krajowego cywilnego w Krakowie. Do początku 1906 był tymczasowo przydzielony do Ministerstwa Sprawiedliwości, pracując na stanowisku kierownika Referatu Spraw Administracyjnych i Osobowych dla Zachodniej Galicji, po czym został mianowany prezydentem Sądu Obwodowego w Rzeszowie (jako następca L. Łukaszewskiego). Publikował w czasopiśmie „Reforma Sądowa”.
W maju 1899 został wybrany członkiem zarządu Towarzystwa Szkoły Ludowej w Krakowie. Był wybierany prezesem Towarzystwa Kasynowego w Rzeszowie 21 stycznia 1901, 31 stycznia 1902 (wiceprezesem wybierany Jan Karol Całczyński). W 1902 był członkiem wydziału gniazda Polskiego Towarzystwa Gimnastyczne „Sokół” w Rzeszowie oraz był ojcem chrzestnym sztandaru. Był także prezesem Rady Opiekuńczej.
W 1914 został odznaczony Orderem Leopolda.
Zmarł 3 maja 1915 w Krakowie w wieku 66 lat. Został pochowany na cmentarzu Rakowickim w Krakowie 6 maja 1915 (kwatera 1). Pogrzebowi przewodniczył ks. biskup Nowak.
Jego żoną była Wanda, ich dziećmi byli Stanisław Helena (po mężu Mendlowska), Anna.

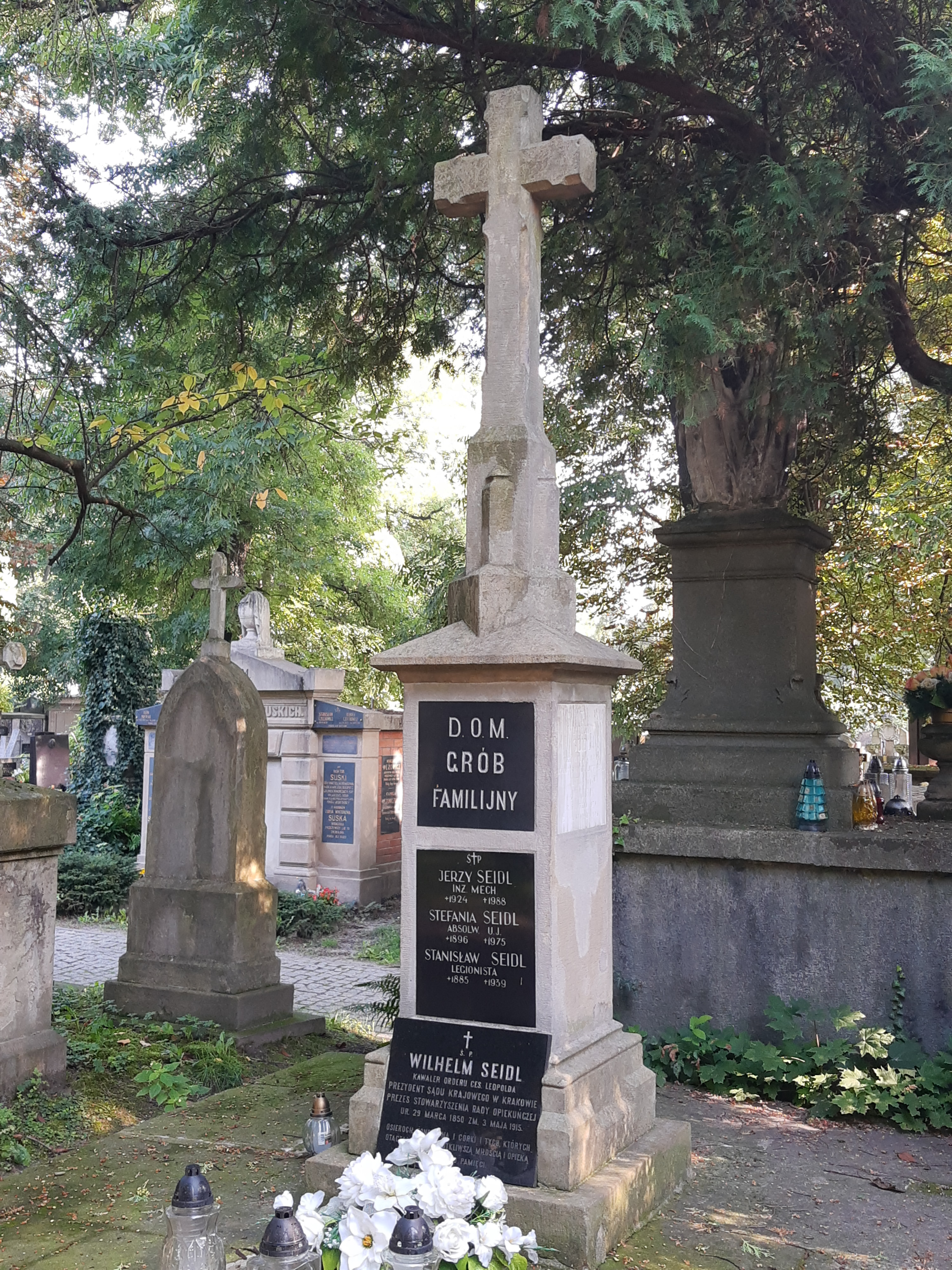
Grób Wilhelma Seidla na cmentarzu Rakowickim